# Форт Сант-Анджело
Форт Сант-Анджело — крупное военное укрепление в городе Биргу, Мальта. С 1998 года форт арендован на 99 лет (до 2097 года) Мальтийским орденом, за исключением территории военного музея. При этом столицей Мальтийского ордена с 1869 года является Мальтийский дворец в Риме.
Точная дата постройки форта неизвестна, и некоторыми исследователями относится ко временам Римской империи. Позже он перестраивался и укреплялся. Наиболее поздним его дополнением является башня, нынешние остатки которой датируются археологами XI веком, когда Мальта была под управлением арабов.
В XIV веке, когда мальтийским архипелагом владел Арагон, форт получил название Кастелло-а-Маре (итал. Castello a Mare), что означает Морской замок. В это же время форт служил резиденцией местных феодалов из рода Нава.
После того, как на остров прибыли госпитальеры, они в начале остановились в городе Биргу и Форт Сант-Анджело стал резиденцией великого магистра ордена. Рыцари значительно укрепили и увеличили военную мощь форта, благодаря чему в 1565 году им удалось выдержать крупную осаду острова войсками турок. Всё же после окончания осады госпитальерами было решено возвести более мощную крепость и в 1566 году их административный центр переместился в Валлетту.

Та фортеца невелика, построена на высокой каменной горе изрядным мастерством, вся зделана из белаго камени предивною крепостию, и пушек в ней множество, великих и малых. В той фортеце зделаны к морю четыре боя, один одного выше, а на всех поставлено много пушек, над которыми поставлены на столпах каменных изрядные кровли. Всходы снизу в тое фортецу поделаны предивные, пространные и отлогие; без всякой нужды по тем всходам в тое фортецу можно ввозить пушки и всякие припасы. Та фортеца поставлена против входу в мальтийской порт, чтоб возбраняла вход в то пристанище всяким неприятельским судам.— Из дневника П. А. Толстого за 1698 год
С приходом на остров британцев форт сохранил своё военное значение и был классифицирован как «Каменный фрегат» и был известен как HMS Egmont. В 1912 году он получил название HMS Egremont, но в 1933 был переименован в HMS St Angelo.
С 1998 года форт арендован на 99 лет (до 2097 года) Мальтийским орденом, за исключением территории военного музея.